# Diocesi di Pala
La diocesi di Pala (in latino: Dioecesis Palaënsis) è una sede della Chiesa cattolica in Ciad suffraganea dell'arcidiocesi di N'Djamena. Nel 2021 contava 59.000 battezzati su 1.855.240 abitanti. È retta dal vescovo Dominique Tinoudji.

## Territorio
La diocesi comprende le province di Mayo-Kebbi Est e Mayo-Kebbi Ovest, nella parte sud-occidentale del Ciad.
Sede vescovile è la città di Pala, dove si trova la cattedrale dei Santi Pietro e Paolo.
Il territorio è suddiviso in 29 parrocchie.

## Storia
La prefettura apostolica di Pala fu eretta il 19 dicembre 1956 con la bolla Qui Christo iubente di papa Pio XII, ricavandone il territorio dalla diocesi di Garoua (oggi arcidiocesi).
Il 16 gennaio 1964 per effetto della bolla Christi fidelium animis di papa Paolo VI la prefettura apostolica è stata elevata a diocesi.

## Cronotassi dei vescovi
Si omettono i periodi di sede vacante non superiori ai 2 anni o non storicamente accertati.
- Honoré Jouneaux, O.M.I. † (1957 - 1964 dimesso)
- Georges-Hilaire Dupont, O.M.I. † (16 gennaio 1964 - 28 giugno 1975 dimesso)
- Jean-Claude Bouchard, O.M.I. (26 febbraio 1977 - 25 settembre 2020 ritirato)
- Dominique Tinoudji, dal 3 luglio 2021

## Statistiche
La diocesi nel 2021 su una popolazione di 1.855.240 persone contava 59.000 battezzati, corrispondenti al 3,2% del totale.
| anno | popolazione | popolazione | popolazione | presbiteri | presbiteri | presbiteri | presbiteri                | diaconi | religiosi | religiosi | parrocchie |
| anno | battezzati  | totale      | %           | numero     | secolari   | regolari   | battezzati per presbitero | diaconi | uomini    | donne     | parrocchie |
| ---- | ----------- | ----------- | ----------- | ---------- | ---------- | ---------- | ------------------------- | ------- | --------- | --------- | ---------- |
| 1970 | 8.445       | 500.000     | 1,7         | 34         | 5          | 29         | 248                       |         | 33        | 25        |            |
| 1980 | 15.145      | 530.000     | 2,9         | 29         | 7          | 22         | 522                       |         | 27        | 49        | 24         |
| 1990 | 16.510      | 606.000     | 2,7         | 38         | 12         | 26         | 434                       |         | 34        | 51        | 27         |
| 1999 | 26.263      | 910.000     | 2,9         | 36         | 15         | 21         | 729                       |         | 27        | 60        | 27         |
| 2000 | 26.573      | 950.000     | 2,8         | 40         | 18         | 22         | 664                       |         | 24        | 60        | 28         |
| 2001 | 28.382      | 970.000     | 2,9         | 43         | 20         | 23         | 660                       |         | 28        | 64        | 31         |
| 2002 | 30.078      | 995.000     | 3,0         | 40         | 17         | 23         | 751                       |         | 29        | 74        | 31         |
| 2003 | 32.587      | 1.025.000   | 3,2         | 40         | 18         | 22         | 814                       |         | 31        | 63        | 31         |
| 2004 | 35.246      | 1.025.000   | 3,4         | 39         | 19         | 20         | 903                       |         | 30        | 60        | 31         |
| 2013 | 45.487      | 1.247.000   | 3,6         | 47         | 25         | 22         | 967                       |         | 29        | 64        | 30         |
| 2016 | 50.369      | 1.592.730   | 3,2         | 45         | 27         | 18         | 1.119                     |         | 25        | 58        | 30         |
| 2019 | 57.995      | 1.731.887   | 3,3         | 52         | 35         | 17         | 1.115                     |         | 22        | 52        | 29         |
| 2021 | 59.000      | 1.855.240   | 3,2         | 55         | 37         | 18         | 1.072                     |         | 23        | 54        | 29         |